# 马尔穆捷修道院

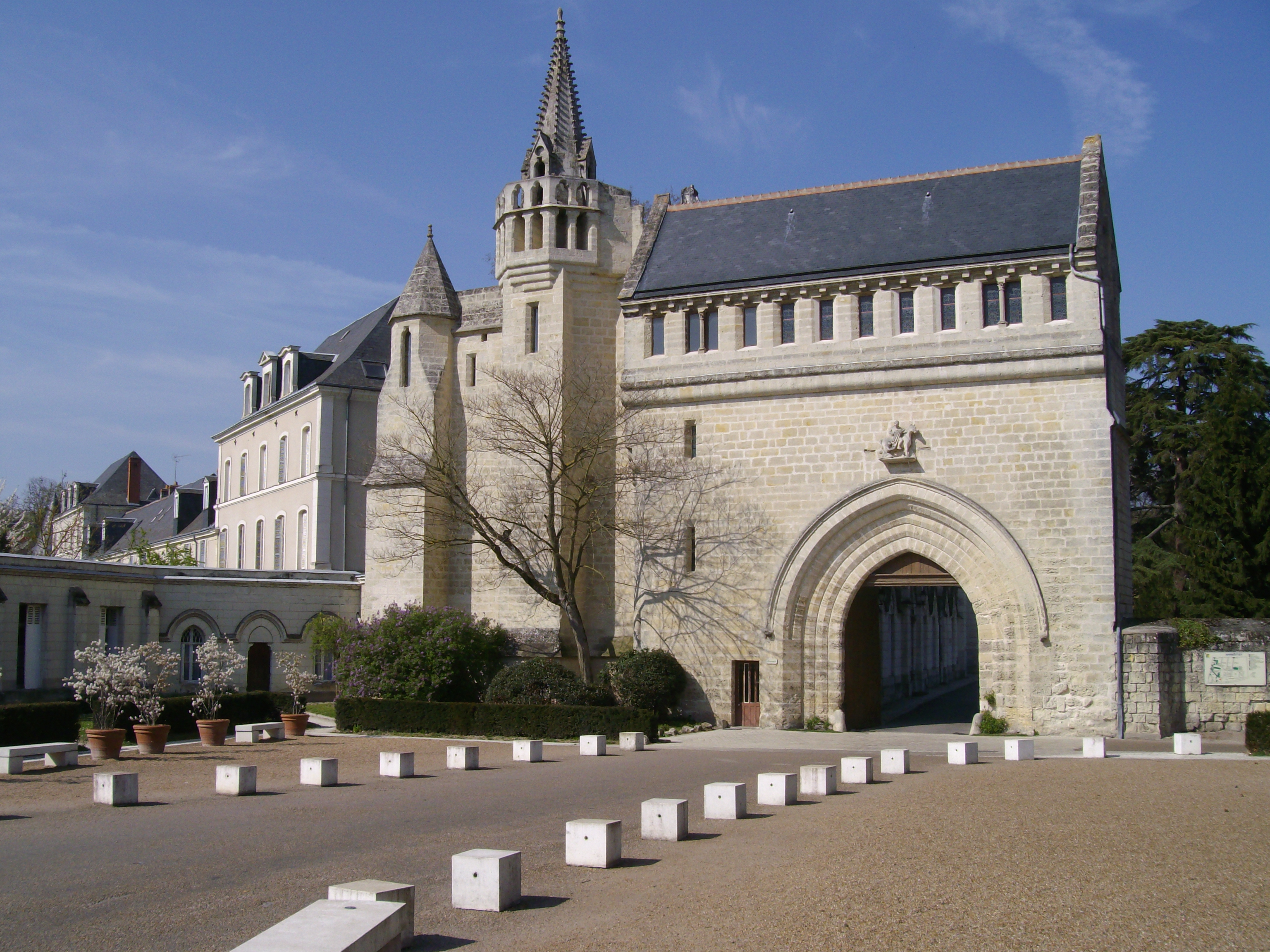
马尔穆捷修道院

马尔穆捷修道院（法語：Abbaye de Marmoutier）是法国图尔城外的一座历史建筑，在中世纪曾是一座有影响的本笃会修道院。
该修道院创建于公元4世纪，位于卢瓦尔河对岸数里以外。853年修道院被诺曼人摧毁，100名修士被杀。公元1000年后，修道院成长为欧洲最富有的修道院之一。1096年教皇乌尔班二世祝圣了新教堂，鼓吹十字军东征。13世纪修道院重建。1562年法国宗教战争期间新教徒洗劫了修道院。
1799年法国大革命期间修道院关闭，大部分建筑拆除，仅存少数遗址。目前此处开设一所私立学校。